# Consequence
Consequence (* 14. Juni 1977; eigentlich Dexter Raymond Mills Jr.) ist ein US-amerikanischer Rapper aus dem New Yorker Stadtteil Queens.

## Biografie
Consequence war ein inoffizielles Mitglied der A-Tribe-Called-Quest-Crew. Nach der Crew-Auflösung im Jahre 1998 wechselte er von Label zu Label, hatte aber nie Glück. Nach vielen erfolgreichen Mixtape-Releases (All Sales Are Final, Make the Game Come to You, Take ’Em to the Cleaners, The Comeback Kid, A Tribe Called Quence: 1995-2004), die schon als Mixtape-Klassiker in der Hip-Hop-Welt zählen, wurde schließlich auch Kanye West auf ihn aufmerksam. Im Jahr 2002 lernten sie sich durch seinen Producer und Freund 88 Keys kennen. Damit fing seine Musikkarriere an. Consequence unterschrieb 2005 beim von Kanye West neu gegründeten Label GOOD Music.
Consequence ist der Cousin vom Rapper Q-Tip.
2007 erschien sein erstes Album Don’t Quit Your Day Job, auf welchem unter anderem John Legend, DJ Khaled und Kanye West mit Gastbeiträgen vertreten sind. Es erreichte Platz 12 der Rapcharts und Platz 113 der offiziellen US-Albumcharts. Es blieb jedoch das einzige Album bei Wests Label, das er 2011 verließ. Zwei Jahre später war er noch einmal zusammen mit Kanye West in den Singlecharts, als der Song Gone von dessen 2005er Album Late Registration durch einen Videoclip kurzzeitige späte Popularität erreichte.

## Diskografie

### Alben
- 2007: Don’t Quit Your Day Job

### Mixtapes
- 2002: The Cons Vol. 1: All Sales Are Final
- 2004: Take ’Em to the Cleaners
- 2006: The Comeback Kid

### Singles
- 2006: Scarred 4 Life
- 2006: Grammy Family
- 2007: I Hear Footsteps
- 2007: Callin’ Me
- 2007: Don’t Forget ’Em
- 2009: Whatever You Want (feat. Kanye West & John Legend)

Gastbeiträge
- 2004: Spaceship / Kanye West feat. GLC & Consequence
- 2005: Gone / Kanye West featuring Cam’ron & Consequence
- 2006: Grammy Family / DJ Khaled feat. Kanye West, Consequence & John Legend
- 2007: Anything / Patti LaBelle feat. Kanye West & Consequence